# Operation Beleaguer
Die Operation Beleaguer war die Besetzung der chinesischen Provinzen Hebei und Shandong zwischen September 1945 und Juni 1949 durch das United States Marine Corps. Dieses überwachte die Rückführung von ungefähr 600.000 japanischen Soldaten, die nach der Kapitulation des Japanischen Kaiserreichs am 2. September 1945 im Land verblieben waren.
Verantwortlich für die Ausführung war das III Amphibious Corps unter Generalmajor Keller E. Rockey in Stärke von 53.000 Soldaten. Bestehend aus der 1. und 6. Marinedivision und dem 1st Marine Aircraft Wing hatten die amerikanischen Kräfte ein eindrucksvolles Arsenal an Panzern, Artillerie und Kampfflugzeugen, auch wenn sie ihren Gegner zahlenmäßig stark unterlegen waren.
Die Operation war ein Teil der Unterstützung der Republik China im Chinesischen Bürgerkrieg durch die USA. Dadurch sollte erreicht werden, dass nach der japanischen Kapitulation die befreiten chinesischen Gebiete an die Republik China und nicht an die kommunistische Volksbefreiungsarmee unter Mao Zedong übergingen. Im Zuge der Operation lieferten sich die Marines vereinzelte Kämpfe mit kommunistischen Soldaten.
Nach dem Zweiten Weltkrieg war die amerikanische Öffentlichkeit jedoch nicht mehr bereit, sich in einen größeren militärischen Konflikt einzulassen. Aus diesem Grund endete die Operation aus Mangel an öffentlicher Unterstützung im Juni 1949, nur wenige Monate bevor die Kommunisten den Bürgerkrieg im Oktober endgültig gewannen.